# والون گرین
والون گرین (انگلیسی: Walon Green؛ ۱۵ دسامبر ۱۹۳۶ – ) یک کارگردان، فیلم‌نامه‌نویس و تهیه‌کننده اهل ایالات متحده آمریکا بود. فیلم او رویدادنامه هلستروم در سال ۱۹۷۱ برنده جایزه اسکار بهترین فیلم مستند شده است.